# NGC 2256
NGC 2256 è una vasta galassia lenticolare situata nella costellazione della Giraffa, a una distanza di circa 252 milioni di anni luce dalla nostra Via Lattea.

## Scoperta
La galassia è stata scoperta il 1 agosto 1833 dall'astronomo tedesco Wilhelm Tempel.

## Descrizione
Data la sua luminosità superficiale pari a 14,16, NGC 2256 può essere classificata come una galassia a bassa luminosità superficiale (nella letteratura in lingua inglese abbreviata in LSB, acronimo di Low Surface Brightness). Le galassie LSB sono galassie di tipo diffuso (D) con una luminosità superficiale inferiore di almeno una magnitudine a quella del cielo notturno circostante.